# Лилавобузо земеродно рибарче
Лилавобузите земеродни рибарчета (Cittura cyanotis) са вид средноголеми птици от семейство Земеродни рибарчета (Alcedinidae).
Разпространени са в равнинните гори на остров Сулавеси и близките архипелази Сангихе и Талауд в Индонезия. Достигат на дължина до 28 сантиметра. Хранят се главно с насекоми.